# Jewgienij Abaszejew
Jewgienij Nikołajewicz Abaszejew (ros. Евгений Николаевич Абашеев; ur. 1900, zm. 1937) – ludowy komisarz spraw wewnętrznych Buriacko-Mongolskiej ASRR (1926-1928).

## Życiorys
Od kwietnia 1918 należał do RKP(b), 1918 został instruktorem Związku Rady Syberii, potem był nauczycielem we wsi Tunka. Od listopada 1919 do lutego 1920 uczestniczył w komunistycznym ruchu partyzanckim na Syberii, w lutym 1920 został przewodniczącym ałarskiego ajmakowego komitetu rewolucyjnego w guberni irkuckiej i wojenkomem Ajmaku Echirit-Bułagatskiego, 1922 był sekretarzem odpowiedzialnym Ałarskiego Ajmakowego Komitetu RKP(b) w Buriacko-Mongolskim Obwodzie Autonomicznym, a od 1923 przewodniczącym Komitetu Wykonawczego Barguzinskiej Rady Ajmakowej i przewodniczącym Komitetu Wykonawczego Tunkinskiej Rady Ajmakowej w Buriacko-Mongolskiej ASRR. Był słuchaczem kursów marksizmu-leninizmu przy KC WKP(b), od lutego 1926 do marca 1927 ludowym komisarzem spraw wewnętrznych Buriacko-Mongolskiej ASRR, od 30 marca 1927 do 16 lipca 1928 ludowym komisarzem sprawiedliwości i jednocześnie prokuratorem Buriacko-Mongolskiej ASRR, później pracował w Prezydium WCIK i w Turkmeńskiej SRR.